# MBrother
MBrother, właśc. Mikołaj Jaskółka (ur. 20 grudnia 1981 w Oświęcimiu, zm. 15 stycznia 2018 w Brzezince) – polski producent muzyki klubowej z gatunku dance pochodzący z Oświęcimia, autor utworu „Trebles”.

## Życiorys
MBrother był absolwentem Edukacji Artystycznej w Zakresie Sztuki Muzycznej na Uniwersytecie Śląskim, filia w Cieszynie. Założyciel wydawnictwa fonograficznego Goblin Records. W 2001 roku założył i został głównym producentem formacji MIXmasters, która oprócz czterech singli kompaktowych i ponad 300 remiksów jako pierwsza w Polsce wydała winylowego singla w klubowym stylu. Pracował przy takich projektach muzycznych jak Bitter Sweet, Spring Fever, Mikko, Elephunk.
28 sierpnia 2006 roku ukazała się debiutancka płyta MBrothera, zatytułowana Just In The Mix, promowana przebojowym singlem „Trebles”, który zdobył popularność także w kilku krajach w Europie.
Na terenie Polski firma Goblin Records wraz z MBrother rozpoczęła współpracę z wytwórnią My Music. Na początku 2007 otworzył nowa firmę fonograficzną JPlanet Entertainment, która początkowo współpracowała z wytwórnią My Music. W roku 2008 doszło do połączenia klubowego katalogu obu firm, w wyniku czego powstała spółka My Dance, którą tworzyli Remigiusz Lupicki, Dominik Urbański, Maciej Czysz oraz Mikołaj Jaskółka, który został prezesem firmy. Na początku roku 2009 MBrother zrezygnował z funkcji prezesa zarządu i sprzedał udziały firmy, przenosząc z powrotem katalog JPlanet Entertainment.
Produkował kolejne klubowe oraz popowe single w kraju, a także dla artystów z Europy oraz Stanów Zjednoczonych. Brał również udział w innych przedsięwzięciach, produkując i reżyserując video klipy muzyczne oraz nowe programy telewizyjne, nie zapominając o pracy muzycznej w studiu, gdzie powstawała nowa seria płyt dla producentów muzycznych HQ, dystrybuowana w Europie oraz Stanach Zjednoczonych. W roku 2011 powstały kolejne single oraz albumy produkowane dla innych artystów, a także kolejne pod br marką MBrother: „Party All Night” oraz „Vip Room”, który wyśmiewał zachowania vIP-ów podczas imprez. W roku 2013 wyprodukował nową wersję „Trebles”, zatytułowaną „Trebles 2013”. W tym samym roku zaczął wspólnie z DJ-em Cargo serie koncertów pt. Launchpad Live Mix.
W 2016 roku zdiagnozowano u niego nowotwór, chłoniaka. Był po piątej linii leczenia (4 chemioterapie oraz radioterapia), tym samym według lekarzy prowadzących zakończyły się możliwości w Polsce. Za pośrednictwem serwisu zrzutka.pl zbierał fundusze na leczenie niedostępne w kraju. Zmarł 15 stycznia 2018. Został pochowany na cmentarzu komunalnym w Oświęcimiu.

## Dyskografia

### Albumy
- 2006: Just in the Mix[7]
- 2006: Master Mix by MBrother – MBrother[8]
- 2007: Jump! (kooperacja z braćmi Forseco)
- 2007: Karnawał 2008 w rytmie dance (kooperacja z Maxem Farenthidem(inne języki))
- 2012: Dancefloor (2night) EP
- 2015: Hold on EP
- 2017: M.E.P. MBrother Electronica Project - New Life

### Single
- Trebles (2004)[9]
- What (2004)
- Tell Me (2005)
- What (Remake) (2006)
- Diabolissimo (vs. Forseco) (2007)
- I Can’t Wait No More (2007)
- Jump! (2007)
- Say It (2008)
- 5 Minutes Excitement (2008)
- Bring Back (2008)